# Hochbrücke Freimann
Die Hochbrücke Freimann der A9 liegt im Stadtteil Freimann in München. In Anlehnung an das gleichnamige Fabeltier wird die Brücke auch Tatzelwurm genannt.

## Lage
Von Norden kommend überquert die A9 zuerst die hier oberirdisch verlaufenden Gleise der U6, einen Fußweg und die Max-Valier-Straße. In diesem Bereich verläuft auch das Anschlussgleis der Münchner U-Bahn zum Nordring der Bahn. Auf der Brücke liegt auch die Anschlussstelle Frankfurter Ring. Dort gibt es jedoch keine Auffahrt in Richtung Süden sowie keine Abfahrt in Richtung Norden, da die Autobahn knapp zwei Kilometer südlich endet. Außerdem werden der Frankfurter Ring (Höhe Ungererstraße) und eine weitere Straße überquert.

## Alte Brücke
Um dem steigenden Verkehr gerecht zu werden, wurden Mitte der 1950er Jahre in München mehrere Ringstraßen geplant. Die Innerste Straße (heute Altstadtring) und der Mittlere Ring wurden, mit Abstrichen, so gebaut wie geplant. Die A9 sollte von ihrem bisherigen Endpunkt bis zum Mittleren Ring verlängert werden. Um den geplanten äußeren Ring zu queren, wurde die Hochbrücke Freimann errichtet. Vom äußeren Ring wurden nur Teilstücke errichtet. Die Moosacher Straße und der Frankfurter Ring wurden ausgebaut und der Föhringer Ring neu gebaut. Die Aufgaben des äußersten Ringes übernimmt heute die A99. Gebaut wurde die Spannbeton-Hohlkastenbrücke von 1958 bis 1960. 
Mit den Jahren wurde die Struktur der Brücke durch das Eindringen von mit Streusalz belastetem Wasser geschädigt. Durch defekte Entwässerungsleitungen konnte sich Salzwasser an einigen unzugänglichen Stellen ansammeln und führte zu einer Korrosion von Beton- und Spannstahl. Letzterer stellt ein besonderes Problem dar, da dieser gegenüber Spannungsrisskorrosion besonders empfindlich reagiert. Dies machte den Einbau von Tragegerüsten in einigen Bereichen der Brücke notwendig. Nach einer Probeinstandsetzung eines Brückenfeldes im Jahr 2002 wurde deutlich, dass eine Sanierung unwirtschaftlich wäre. Da diese Sanierung auch das Problem des empfindlichen Spannstahls nicht beseitigt hätte, entschied man sich 2004 für einen Neubau der Brücke.

## Neue Brücke

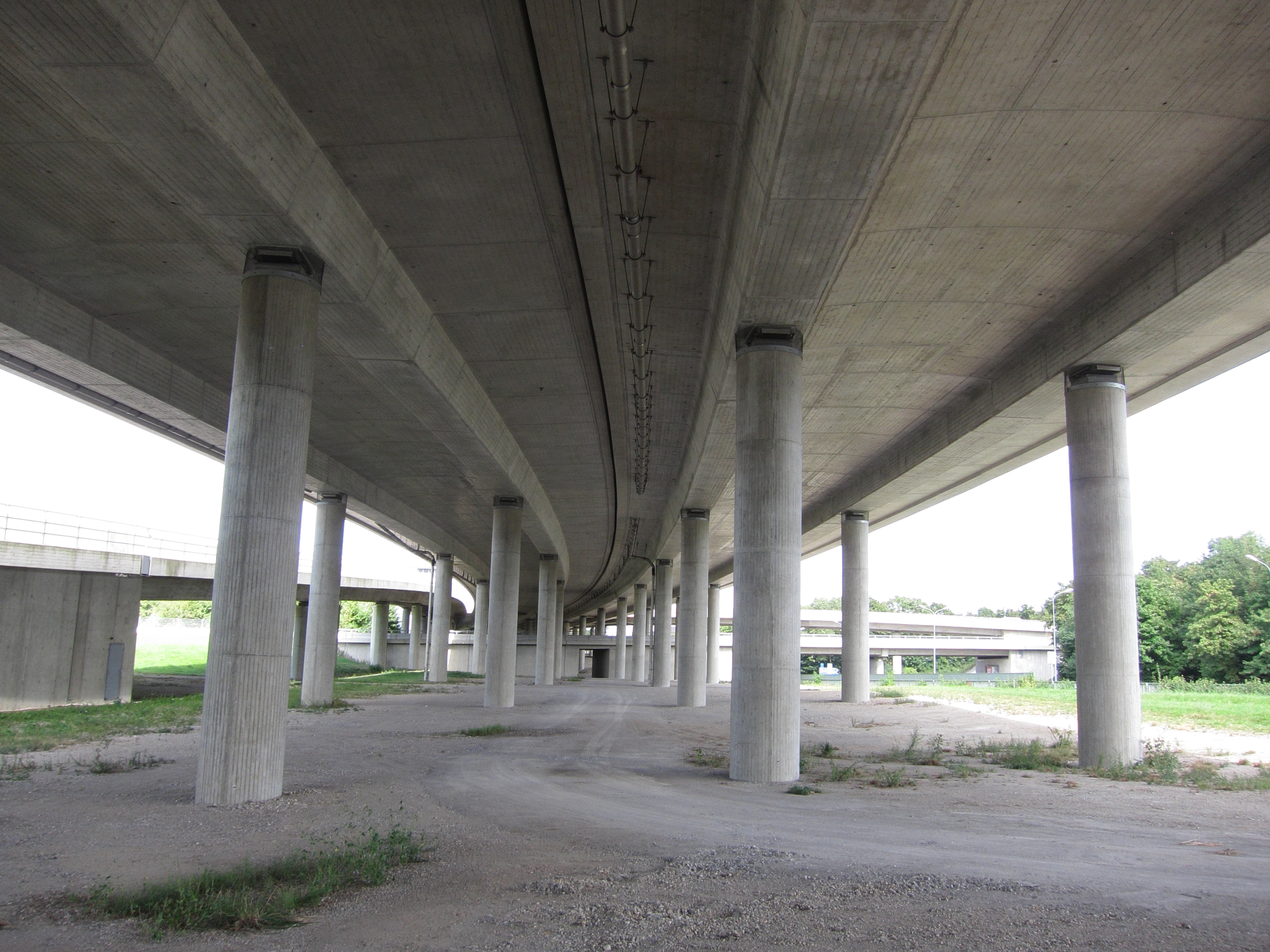
Pfeilergestützte Brücke

Vom Jahr 2007 an bis Ende 2010 wurde die Brücke neu gebaut. Um den Verkehr dennoch passieren zu lassen, wurde nur an jeweils einer Richtungsfahrbahn gearbeitet und der Verkehr während dieser Zeit über die andere Fahrbahn geleitet. So blieben zu jedem Zeitpunkt beide Fahrspuren je Richtung, wenn auch schmäler, erhalten. Dazu wurde die Brücke 2007 der Länge nach in der Mitte auseinandergesägt. Danach wurde der östliche Brückenteil abgetragen und dann neu errichtet. Der Verkehr verlief währenddessen über die westliche Brückenhälfte. Danach wurde der westliche Brückenteil neu erbaut. Um die querenden Verkehrswege (beispielsweise die in diesem Bereich oberirdisch verlaufende U6) während der Bauarbeiten vor herabfallenden Teilen zu schützen, wurden Schutzkonstruktionen errichtet.
Die neue Brücke wurde mit zwei bis acht Meter hohen Lärmschutzwänden aus Acrylglas ausgestattet. Befestigt wird die Konstruktion an Stahlpfosten. Auf der Innenseite befinden sich zur Verhinderung von Mehrfachreflexionen Absorber aus Stahlkästen. Während die alte Brücke auf Reihen von je zwei Pfeilern stand, steht die neue Brücke auf je vier Pfeilern. Die dementsprechend dünneren Pfeiler lassen die Brücke weniger wuchtig erscheinen.

## Subkultur
Auf den bisher ungenutzten Freiflächen rund um die Brücke ist ein Ort für Subkultur in Planung.